# Insertie (spier)
De insertie is het aanhechtingspunt van een spier, met name van een skeletspier, dat bij spiercontractie beweegt. De insertie ligt doorgaans distaal, verder van het lichaamscentrum, dan de spier zelf.
Het andere aanhechtingspunt van de spier heet de origo, die beweegt bij spiercontractie niet.